# Władimir Wiese
Władimir Juljewicz Wiese (ros. Владимир Юльевич Визе, ur. 21 lutego?/5 marca 1886 w Carskim Siole, zm. 19 lutego 1954 w Leningradzie) – rosyjski i radziecki geograf niemieckiego pochodzenia, badacz Arktyki, członek korespondent Akademii Nauk ZSRR.

## Życiorys
W 1904 ukończył gimnazjum w Carskim Siole, następnie studiował chemię na uniwersytetach w Getyndze i w Halle. W 1910 wrócił do Rosji, po czym studiował na Wydziale Fizyczno-Matematycznym Uniwersytetu Petersburskiego, poza matematyką i fizyką ucząc się też geologii, geografii, meteorologii i biologii. Latem 1910 wziął udział w ekspedycji na Półwysep Kolski, zbierającej informacje o geologii i etnografii w rejonie łowoziorskich tundr i Chibin. W 1912 w składzie arktycznej ekspedycji Gieorgija Siedowa wyruszył na Ziemię Franciszka Józefa, następnie na Biegun Północny, skąd wraz z ekspedycją powrócił w 1914. W kolejnych ekspedycjach polarnych wziął udział w 1921–1922 na pokładzie parowca „Tajmyr”, a w 1924, 1928 i w 1931 na pokładzie parowca „Małygin”. Badał m.in. obszar Morza Karskiego. Od 1928 pracował w Instytucie Arktycznym, a jednocześnie od 1945 w Leningradzkim Uniwersytecie Państwowym. W 1933 został członkiem korespondentem Akademii Nauk ZSRR. Podczas wojny z Niemcami przebywał w Krasnojarsku, dokąd został ewakuowany Instytut Arktyczny. Opublikował ponad 150 prac naukowych z dziedziny oceanologii, meteorologii, geofizyki i historii badania obszarów polarnych. W 1946 otrzymał Nagrodę Stalinowską. Był odznaczony dwoma Orderami Lenina, a także Medalem „Za obronę Radzieckiego Obszaru Podbiegunowego” i Medalem „Za zwycięstwo nad Niemcami w Wielkiej Wojnie Ojczyźnianej 1941–1945”. Przyznano mu też Złoty Medal Towarzystwa Geograficznego. Jego imieniem nazwano wiele miejsc geograficznych, m.in. Wyspę Wize na Morzu Karskim i przylądek na archipelagu Ziemi Franciszka Józefa.